# Protoclepsydrops
Protoclepsydrops is een geslacht van uitgestorven vroege synapsiden, gevonden in Joggins, Nova Scotia. 

## Naamgeving
De eerste resten werden door Margaret C. Steen in 1934 toegewezen aan Hylonomus latidens.
De typesoort Protoclepsydrops haplous werd in 1964 benoemd door Robert L. Carroll. De geslachtsnaam betekent 'eerste Clepsydrops' en verwijst naar de voorloper van de andere vroege synapside Clepsydrops. De soortaanduiding betekent 'uniek exemplaar'.
Het holotype is RM 3166, een gedeeltelijk skelet met schedel. Protoclepsydrops is verder bekend van enkele wervels en enkele opperarmbeenderen.

## Beschrijving
Net als Archaeothyris leek Protoclepsydrops oppervlakkig gezien op een moderne hagedis. Protoclepsydrops had echter basale wervels met kleine doornuitsteeksels die typerend zijn voor hun amniotische voorouders. 

## Fylogenie
De skeletresten geven aan dat het mogelijk nauwer verwant was aan synapsiden dan aan sauropsiden, waardoor het een mogelijk stamzoogdier is. Als dat zo is, is het de oudste bekende synapside, hoewel de status ervan niet is bevestigd omdat de overblijfselen te fragmentarisch zijn. Protoclepsydrops leefde iets eerder dan Archaeothyris.